# Beijing Design Week

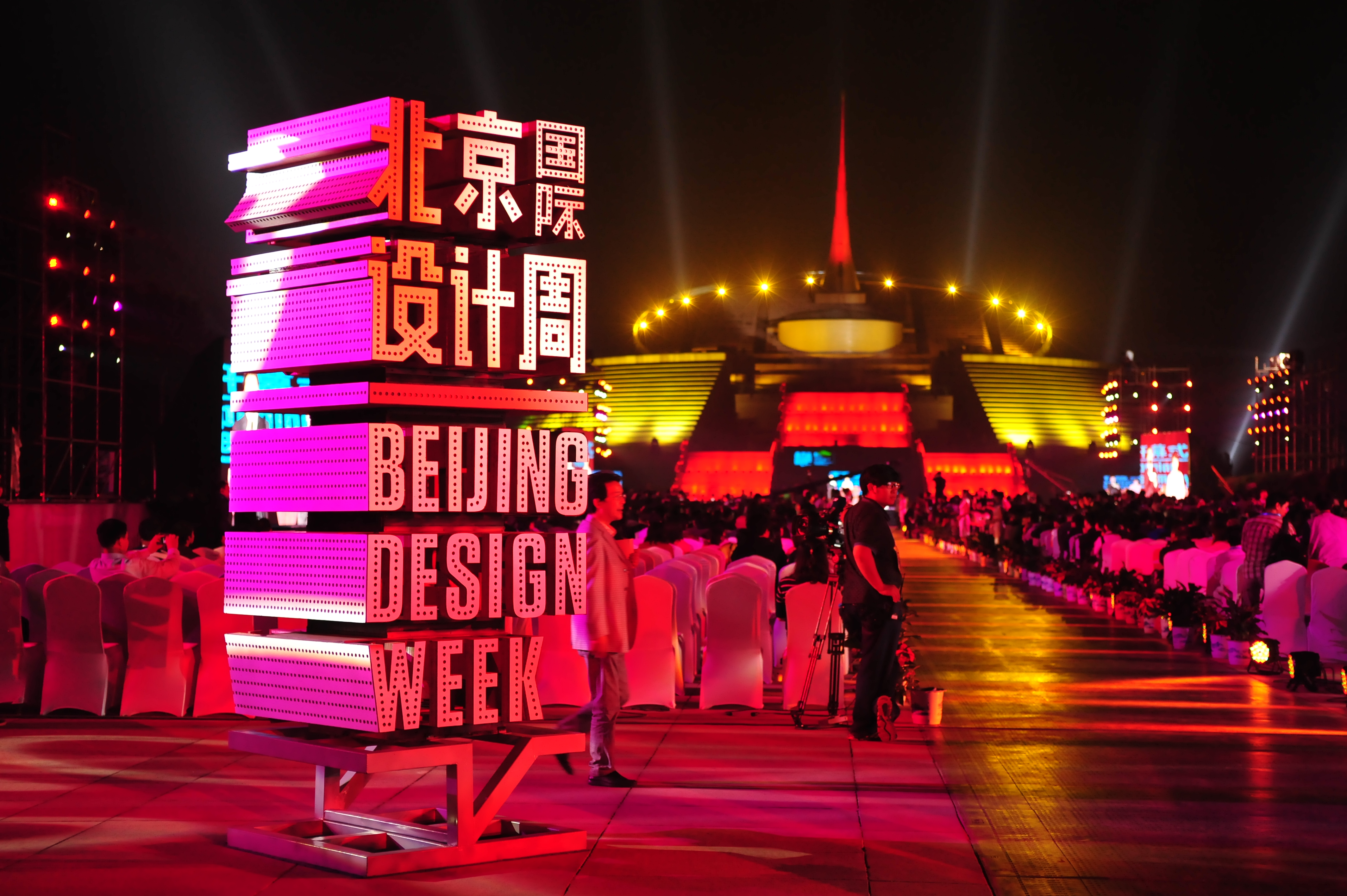
Cérémonie d’ouverture dans le China Millennium Monument en 2011.

Le Beijing Design Week (BJDW) est un évènement annuel organisé en automne à Pékin. 

## Historique
Initié en 2009, la BJDW est vite devenue la plateforme principale du design en Chine. En 2011, l’UNESCO fait de Pékin une capitale internationale du design et reconnaît les efforts de la ville pour faciliter l’innovation et devenir un modèle de ville intelligente en Chine. Le but de la BJDW est d’augmenter les infrastructures urbaines et le discours autour de design et d’inviter le public à en apprendre plus sur ce domaine,. BJDW est une initiative du ministère de l’éducation du PCC, du ministère de la Culture du PCC, et du gouvernement populaire de la ville de Pékin. 
L’évènement est organisé par Beijing Gehua Cultural Development Group et Beijing Industrial Design Center. La BJDW 2014 aura lieu du 26 septembre au 3 octobre. 

## Cérémonie d’ouverture et Prix
La Beijing Design Week commence par la cérémonie d’ouverture et la remise de prix. Ces prix sont attribués à des organisations, individus ou œuvres qui ont contribué au progrès social, culturel, urbain et économique. Ces projets doivent améliorer l’éducation, la consommation et le développement dans le domaine du design. Ces prix servent aussi à montrer les progrès que la Chine a fait dans ce domaine et vont éventuellement servir de modèle pour le domaine du design en Chine. Ces prix ont reçu une reconnaissance internationale en tant qu’une des récompenses majeures dans ce domaine.

## Forum
Le forum est une des principales sections de la Beijing Design Week. Il place la Chine au centre d’une discussion internationale sur les opportunités et les défis dans le domaine du design dans un monde interconnecté. Les leaders internationaux et responsables politiques partagent leurs connaissances sur l’urbanisme au cours du forum. Les intervenants dans les forums précédents ont inclus Daan Roosegaarde, Masayuki Kurokawa, Marcel Wanders, Min Wang, etc.

## Ville hôte

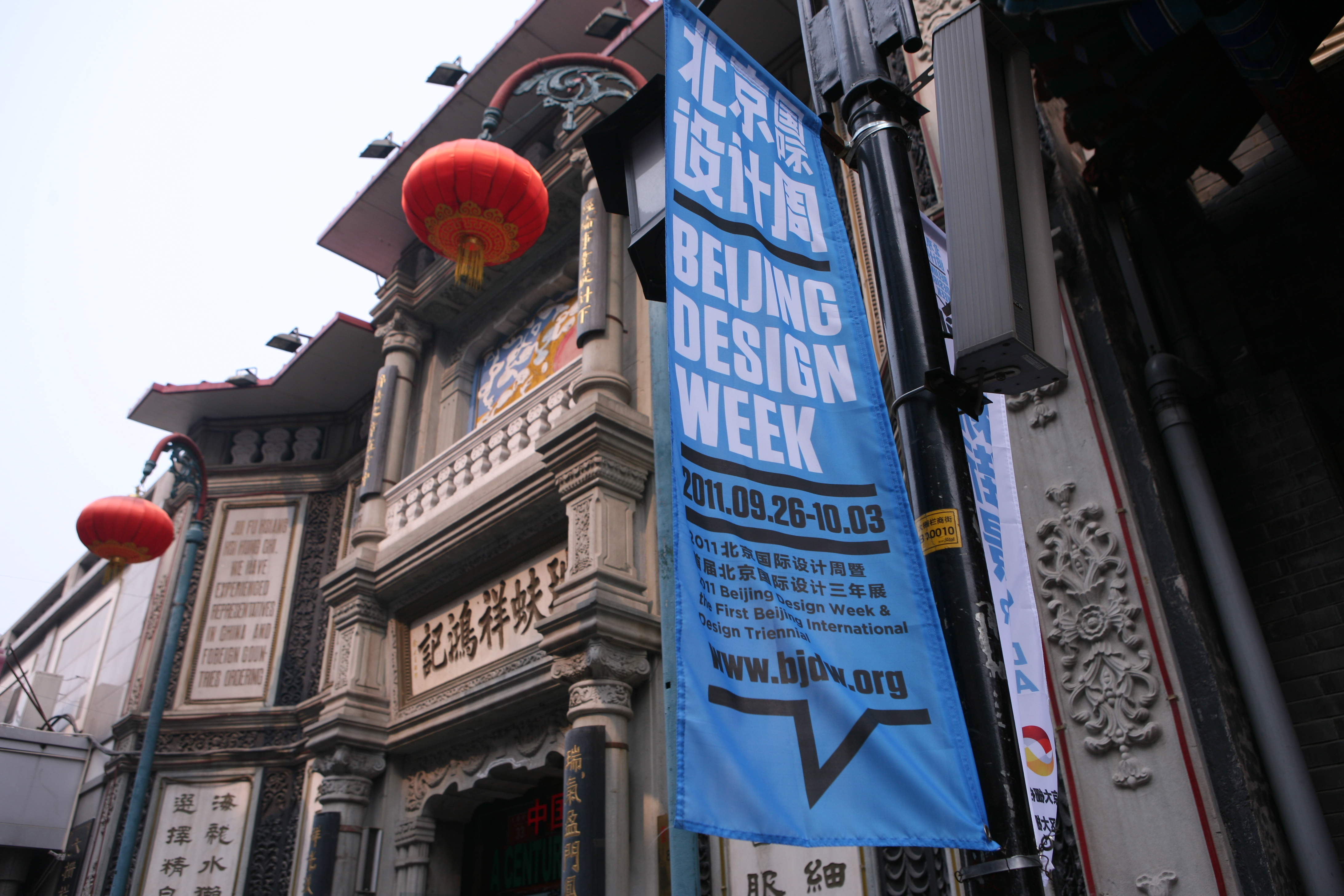
Une des bannières de la BJDW pendant le Design Hop dans le quartier de Dashilar en 2011

Chaque année une ville est invitée à la Beijing Design Week pour partager son expérience et sa connaissance en matière de design. Le but est de promouvoir la coopération entre les deux villes et augmenter les échanges économiques. Les villes invitées les années précédentes sont Londres, Milan et Amsterdam. En 2014, la ville hôte sera Barcelone.

## La foire de Design
La foire de Design est une plateforme qui permet aux visiteurs de la Beijing Design Week d’acheter eux-mêmes certains produits, copyrights ou services. En intégrant les différentes ressources et en améliorant les services professionnels, cette foire va développer le marché du design.

## Le design hop
Le design Hop est l’exposition de la BJDW. Cette exposition a lieu dans différentes parties de la ville, et comprend des projets de designers et de compagnies du monde entier. Le design hop est la partie la plus dynamique de la BJDW avec différents événements, des installations, des conférences et bien sûr des expositions. Que ce soit dans les Hutongs traditionnels dans le Dashilar, ou près des gratte-ciels de Sanlitun, le Design hop permet de découvrir Pékin d’une manière unique. 

## Service de droit d’auteur dans le design
Ce service a été initié par la Beijing Design Week et le Centre international de droit d’auteur. Ce service donne accès à l’enregistrement de droit d’auteur et veut établir un ensemble de règles pour les droits d’auteur dans le domaine du design. Suivant cette initiative, le marché du design pourra d’abord développer les droits d’auteurs et ensuite commercialiser leur design. Les aspects de ce service sont la notarisation électronique, la création d’une technologie spéciale pour la protection, un mot de passe digital exclusive, et une base de données aux standards nationaux pour conserver la sécurité et le secret des documents.